# 판포르테

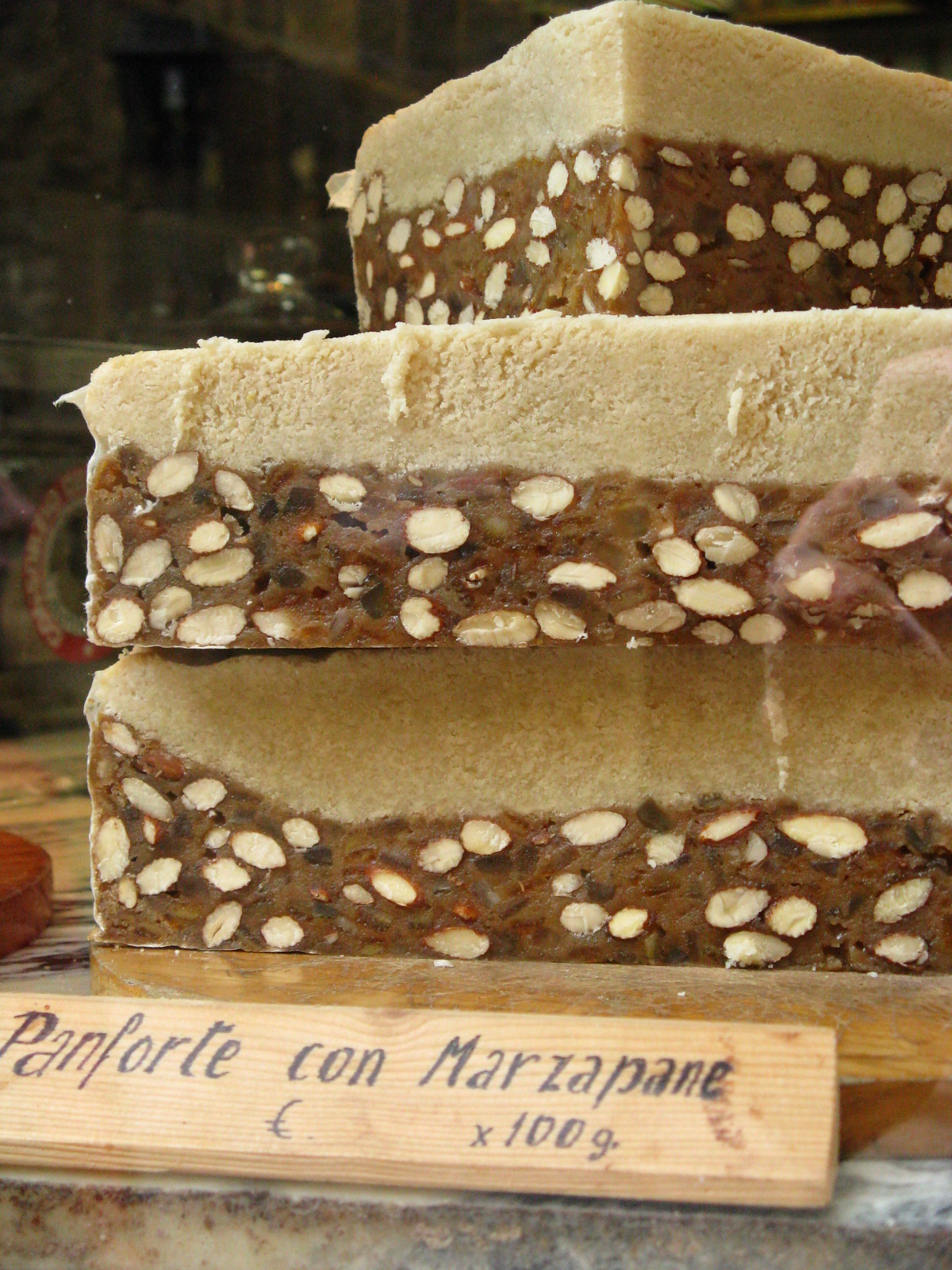
가게에 진열된 판포르테

판포르테(이탈리아어: Panforte 또는 Pan di Siena, Pan-빵, forte 강한)는 이탈리아식 디저트로 과일 케이크의 일종이다. 13세기 토스카나주의 시에나 인근으로 그 역사가 거슬러 올라간다. 최초로 판포르테에 대해 서술한 것은 1205년 2월 7일에 발견된 역사서로 시에나 지방 문서고에 보관되어 있는데 서술된 바로는 당시에는 수녀들에게 판포르테와 같이 설탕과 꿀로 만든 타르트 같은 빵을 세금의 일종으로 하인들이 수도원에 바쳤다고 한다.
판포르테는 크리스마스에 많이 먹는 후식으로 판도로와 파네토네와 함께 이탈리아의 크리스마스를 대표하는 요리이다. 보통 과일(생과일과 마른 과일 모두 사용 가능), 설탕, 꿀, 초콜릿을 가지고 만든다. 커피나 포도주와 잘 어울린다. 당류 외에 기본적으로는 밀가루와 견과류, 말린 무화과, 셰리주나 포도주, 계피, 코코아, 고수, 생강 등을 첨가한다.
원래는 평평하고 둥그런 케이크라고 하지만 그 모양은 다양할 수 있으며 크기도 매우 다양하다. 과일과 계피, 꿀, 설탕 등의 재료가 많이 들어가기 때문에 카라멜 같은 갈색 빛을 띤다. 과일 케이크와 유사하기도 하지만 견과류가 많이 들어가기 때문에 과일과 견과류의 식감이 함께 나타난다.

## 같이 보기
- 파네토네
- 판도로